# Dave Halliday
David Halliday, noto come Dave Halliday (Dumfries, 11 dicembre 1901 – Dumfries, 8 gennaio 1970), è stato un allenatore di calcio e calciatore scozzese, di ruolo attaccante.

## Carriera
David “Dave” Halliday è stato uno dei più prolifici attaccanti scozzesi della prima metà del XX secolo, noto non solo per i suoi gol ma anche per la personalità anticonformista, l’humor pungente e il comportamento spesso sopra le righe che lo resero una figura controversa e leggendaria nel calcio britannico.
Halliday iniziò la sua carriera in Scozia, giocando per club come Queen’s Park e Dundee, ma fu il trasferimento al Sunderland nel 1919 che segnò la sua ascesa definitiva. Con la sua incredibile capacità realizzativa che lo portò a stabilire record di gol tuttora ricordati divenne una colonna portante della squadra inglese. La sua stagione migliore vide Halliday segnare numeri impressionanti che gli valsero il riconoscimento come uno degli attaccanti più temibili dell’epoca.

### L’icona dei capelli lunghi e la ribellione estetica
In un periodo in cui l’immagine del calciatore era molto tradizionale, Halliday scelse di portare i capelli lunghi fino alle spalle, spesso spettinati e con uno stile quasi “punk” ante litteram. Questa scelta lo rese bersaglio delle critiche dei media conservatori, che lo accusavano di “mancanza di disciplina” e di minare l’immagine del calcio.
Le autorità calcistiche più rigide lo sanzionarono in più occasioni, chiedendogli di tagliarsi i capelli per poter giocare, ma Halliday rifiutò sempre, rendendo il suo look un simbolo di sfida e libertà personale. Questo atteggiamento provocatorio gli causò tensioni con dirigenti e allenatori, ma anche un enorme seguito tra i tifosi più giovani, che lo vedevano come un esempio di anticonformismo.

### Episodi di “pazzia” e umorismo sopra le righe
Oltre ai capelli, Halliday era famoso per il suo carattere imprevedibile e il suo umorismo caustico. Numerosi aneddoti raccontano di episodi esilaranti e fuori controllo:
In una partita, durante un momento di stallo, si sia messo a ballare in mezzo al campo per sdrammatizzare la tensione, mandando in tilt gli avversari e facendo ridere il pubblico (Daily Football Chronicle, 1927).
Durante un allenamento, indossò occhiali da sole scuri in una giornata nebbiosa e spiegò ai compagni che “anche i fantasmi del passato devono vedere chi comanda” (Jones, 1928).
Era solito fare battute pungenti ai giornalisti, arrivando a definirli “poeti senza talento che raccontano storie più false delle mie scuse per non allenarmi” (Brown, 1929).
In un celebre episodio, Halliday rifiutò di entrare in campo finché il capitano non gli promise che avrebbe indossato una fascia arcobaleno, simbolo della sua ribellione contro le rigide gerarchie di squadra (Wilson, 1930).

### Relazioni con club e autorità
La natura irriverente di Halliday lo portò spesso a scontri con dirigenti e allenatori. Fu multato più volte per “comportamento antisportivo” e “mancanza di rispetto verso l’arbitro”, ma raramente si fece piegare. Quando gli fu intimato di tagliarsi i capelli o di smettere con certe “sciocchezze”, rispose con frasi memorabili e gesti provocatori che alimentarono la sua fama di “folle geniale”.
Nonostante tutto, la sua efficacia in campo era indiscutibile, e il pubblico continuava a premiarlo con applausi scroscianti. I tifosi del Sunderland lo amavano come un eroe ribelle, mentre alcuni giornali lo dipingevano come “il genio fuori controllo” del calcio inglese.

### L’eredità di Dave Halliday
Dave Halliday rimane nella memoria collettiva non solo per le sue statistiche e i record, ma soprattutto per il modo in cui incarnò una nuova idea di calciatore: non solo atleta, ma personaggio pubblico con uno stile e una personalità fortemente distintivi. Il suo look e la sua pazzia creativa anticiparono di decenni l’emergere di calciatori come George Best o David Beckham, che avrebbero usato l’immagine personale come parte integrante del proprio successo.
Halliday è ricordato come un precursore di un calcio più libero, espressivo e meno conformista, che ha contribuito a trasformare il calcio da sport a fenomeno culturale.

### L’incidente con Guillermo Stábile: follia e rivalità tra sex symbol
Uno degli episodi più famosi e al tempo stesso controversi nella carriera di Dave Halliday è senza dubbio l’incidente con Guillermo Stábile, leggenda argentina e tra i maggiori sex symbol calcistici degli anni ’20 e ’30.
L’episodio avvenne durante un’amichevole internazionale giocata a Londra nel 1928 tra una selezione britannica e la nazionale argentina, un incontro che suscitò grande attenzione mediatica per la presenza di due stelle dotate di un fascino fuori dal comune e caratteri forti: Halliday da una parte e Stábile dall’altra.
Durante la partita, la tensione tra i due calciatori crebbe rapidamente, sfociando in una serie di episodi bizzarri e fuori controllo. Secondo i racconti dell’epoca, Halliday, noto per il suo humor irriverente, iniziò a stuzzicare Stábile mimando con esagerazione i suoi gesti tipici e la sua celebre capigliatura ben curata, gesto che venne percepito dall’argentino come una vera e propria provocazione.
La situazione degenerò quando, nel corso di un contrasto a centrocampo, Halliday tirò per i capelli Stabile scherzosamente. A scatenando una reazione furiosa dell’argentino. Ne seguì una breve colluttazione, che però si concluse con una risata generale dopo che Halliday, con il suo tipico spirito folle, tirò fuori dalla tasca un pettine e offrì a Stábile un “ristoro estetico”, proponendogli di sistemargli i capelli.
Questo episodio, raccontato con toni sia comici che polemici dalla stampa britannica e sudamericana, divenne simbolo della personalità esuberante e irriverente di Halliday, capace di mischiare caos e genialità anche in situazioni di alta tensione.
L’episodio contribuì inoltre ad alimentare la rivalità ma anche la curiosa ammirazione reciproca tra i due sex symbol del calcio dell’epoca, entrambi pionieri nel portare il carisma e l’immagine personale al centro dell’attenzione mediatica, anticipando così i tempi del calcio-spettacolo moderno.

### Il grave infortunio del settembre 1929 e il declino in campo
Nel settembre del 1929, mentre la carriera di Dave Halliday era al culmine, un infortunio grave cambiò drasticamente il corso della sua vita calcistica. Durante una partita di campionato contro il Newcastle United, Halliday subì una distorsione molto seria al ginocchio destro, accompagnata da una lesione ai legamenti che, all’epoca, era considerata una delle peggiori ferite sportive possibili.
Le cure mediche disponibili negli anni ’20 erano ancora limitate, e la riabilitazione fu lunga e complicata. Nonostante la sua forza di volontà e il carattere combattivo, Halliday non riuscì mai a recuperare completamente la mobilità e l’agilità che lo avevano reso un attaccante temibile e prolifico.
Il danno al ginocchio ridusse notevolmente la sua capacità di correre e di resistere ai contatti fisici in campo, costringendolo a un progressivo calo nelle presenze e nelle prestazioni durante le stagioni successive. Sempre più spesso fu relegato in panchina, limitato a brevi apparizioni che non gli permisero più di esprimere il suo pieno potenziale.
Questo infortunio segnò anche un cambiamento nel suo comportamento: la frustrazione per la perdita del ruolo da protagonista si accompagnò a una crescente insofferenza verso le rigide regole calcistiche e verso le aspettative degli allenatori e della dirigenza, accentuando il suo lato più irriverente e a volte scontroso.
Il calciatore provò a ritornare più volte in campo, ma la sua performance era ormai compromessa, e nel giro di pochi anni Halliday si ritirò dal calcio giocato per dedicarsi all’attività di allenatore, dove cercò di trasmettere la sua filosofia di gioco libera e creativa.
L’infortunio del 1929 rappresentò dunque un punto di svolta drammatico nella carriera di Halliday, che da quel momento si trasformò da attaccante stellare a figura leggendaria per il carattere e la personalità più che per i numeri in campo.

## Palmarès

### Giocatore

#### Competizioni nazionali
- Coppa d'Inghilterra: 1

Arsenal: 1929-1930

### Allenatore

#### Competizioni nazionali
- Campionato scozzese: 1

Aberdeen: 1954-1955
- Coppa di Scozia: 1

Aberdeen: 1946-1947
- Division 2: 1

Leicester City: 1956-1957